# Josh Taylor
Josh Taylor (* 2. Januar 1991 in Prestonpans, East Lothian, Schottland) ist ein schottischer Profiboxer und ehemaliger Weltmeister der IBF, WBA, WBC und WBO im Halbweltergewicht, womit er als erst fünfter Boxer der Sportgeschichte die vier bedeutendsten WM-Titel einer Gewichtsklasse vereinen konnte (Undisputed Champion). Er wurde vom Ring Magazine zeitweise auf Platz 1 der Weltrangliste geführt. 
Taylor war darüber hinaus 2018 vom britischen Profiboxverband zum Boxer des Jahres gewählt worden und gewann 2018/19 das Turnier World Boxing Super Series. Als Amateur war er unter anderem 2012 Olympiateilnehmer im Leichtgewicht und 2014 Gewinner der Commonwealth Games im Halbweltergewicht.

## Amateurkarriere
Taylor ist in Prestonpans aufgewachsen und wechselte vom Taekwondo kommend im Alter von 15 Jahren zum Boxsport, wo er im Lochend Boxing Club in Edinburgh von Terry McCormack trainiert wurde.
Er gewann 2008 eine Bronzemedaille im Bantamgewicht bei den Commonwealth Youth Games in Pune und 2010 die Silbermedaille im Leichtgewicht bei den Commonwealth Games in Neu-Delhi, nachdem er erst im Finale gegen Thomas Stalker unterlegen war.
2011 verlor er bei der Europameisterschaft in Ankara im Achtelfinale mit 11:13 gegen den späteren Finalisten Domenico Valentino, sowie bei der Weltmeisterschaft in Baku in der zweiten Vorrunde gegen den Asienmeister Danijar Jeleussinow.
Er gewann jedoch im November 2011 das Olympic Test Event in London mit Siegen gegen Jamel Herring, Jeff Horn sowie Anthony Yigit und konnte sich im April 2012 bei der europäischen Olympiaqualifikation in Trabzon gegen Miroslav Šerban, Artjoms Ramlavs und Wladimir Saruhanian in das Halbfinale vorkämpfen, wo er zwar mit 10:13 gegen Wasgen Safarjanz unterlag, sich damit jedoch für die Olympischen Sommerspiele 2012 in London qualifiziert hatte.
Er hatte sich somit als einziger und zugleich erster schottischer Boxer seit 1992 für das britische Olympiateam qualifiziert und konnte in der Vorrunde der Olympischen Spiele den Olympiasieger von 2016, Robson Conceição besiegen, schied jedoch im anschließenden Achtelfinale gegen Domenico Valentino aus. 2012/13 bestritt er zudem zwei Kämpfe für das Team British Lionhearts in der World Series of Boxing.
2013 scheiterte er bei der Europameisterschaft in Minsk mit 1:2 im Achtelfinale gegen den späteren Europameister Armen Sakarjan, sowie bei der Weltmeisterschaft in Almaty in der zweiten Vorrunde gegen den späteren Weltmeister Merei Aqschalow.
Sein größter Erfolg gelang ihm 2014 mit dem Gewinn der Goldmedaille im Halbweltergewicht bei den Commonwealth Games in Glasgow, nachdem er sich jeweils einstimmig gegen Kagiso Bagwasi, Richarno Colin, Zack Davies, Sam Maxwell und Jonas Junias durchgesetzt hatte.

### Auswahl internationaler Turnierergebnisse
- November 2013: 1. Platz beim Tammer-Tournament in Finnland[17]
- November 2013: 1. Platz beim Golden Gong Tournament in Mazedonien[18]
- März 2012: 2. Platz beim Feliks Stamm Tournament in Polen[19]
- April 2011: 1. Platz beim Beogradski Pobednik Tournament in Serbien[20]
- November 2009: 1. Platz beim Golden Gong Tournament in Mazedonien[21]
- Mai 2009: 2. Platz beim Presidents Cup in Polen[22]
- Mai 2009: 1. Platz beim Mostar Tournament in Bosnien[23]
- April 2009: 1. Platz beim Franko Blagonić Tournament in Kroatien[24]
- Mai 2008: 1. Platz beim Pirkka Tournament in Finnland[25]

## Profikarriere
2015 wurde er von Barry McGuigan („Cyclone Promotions“) als Profiboxer unter Vertrag genommen, sein Trainer wurde Shane McGuigan. Im Januar 2020 unterzeichnete er einen Mehrjahresvertrag beim US-Promoter Bob Arum („Top Rank“). Seine Trainer wurden Ben Davison und Joe McNally. Darüber hinaus wurde sein Management von „MTK Global“ übernommen.
Er gewann seine ersten sechs Kämpfe jeweils innerhalb von zwei Runden und wurde am 21. Oktober 2016 mit einem TKO-Sieg gegen Dave Ryan Commonwealth-Champion im Halbweltergewicht. Im März 2017 verteidigte er den Titel durch TKO gegen Warren Joubert und konnte am 8. Juli 2017 mit einem TKO-Sieg gegen den bis dahin ebenfalls ungeschlagenen Ohara Davies zusätzlich den Titel WBC-Silver gewinnen. Im November 2017 gelang ihm eine Titelverteidigung durch K. o. gegen den ehemaligen IBF-Leichtgewichtsweltmeister Miguel Vázquez, der in 44 Profikämpfen noch nie vorzeitig verloren hatte. Zudem konnte er seinen Titel im März 2018 durch TKO gegen Winston Campos verteidigen, der als Ersatz für den aufgrund einer Verletzung aus dem Kampf ausgestiegenen Humberto Soto eingesprungen war.
Taylor, vom Ring Magazine bereits auf Platz 6 der Weltrangliste geführt, konnte als Nächstes am 23. Juni 2018 gegen den ehemaligen WBC-Weltmeister Wiktor Postol antreten, der in seinem letzten Kampf eine Titelvereinigung gegen den WBO-Weltmeister Terence Crawford verloren hatte. Taylor dominierte den Kampf, hatte den Ukrainer auch am Boden und siegte einstimmig nach Punkten.
Nach diesem Sieg trat Taylor dem Turnier World Boxing Super Series bei und gewann im Viertelfinale durch TKO in der siebenten Runde gegen den bis dahin ungeschlagenen US-Amerikaner Ryan Martin, wodurch er in das Halbfinale einzog. Dort schlug er am 18. Mai 2019 den bis dahin unbesiegten IBF-Weltmeister Iwan Barantschyk einstimmig nach Punkten und hatte den Belarussen, der vom Ring Magazine auf Platz 5 geführt wurde, auch zweimal am Boden. Im Turnierfinale traf er am 26. Oktober 2019 auf den ungeschlagenen WBA-Superweltmeister Regis Prograis und gewann durch Mehrheitsentscheidung nach Punkten. Durch den Sieg vereinte er die WM-Titel der IBF und WBA, zudem wurde er vom Ring Magazine zur Nummer 1 erklärt und erhielt als Turniersieger auch die Muhammad Ali Trophy.
Sein nächster Kampf am 26. September 2020 war eine Titelverteidigung gegen den ungeschlagenen Thailänder Apinun Khongsong, wobei Taylor bereits in der ersten Runde durch K. o. gewinnen konnte.
Am 22. Mai 2021 konnte er in Las Vegas gegen den ebenfalls ungeschlagenen WBC- und WBO-Weltmeister José Ramírez antreten und gewann die Vereinigung aller vier bedeutenden WM-Titel einstimmig nach Punkten, wobei er den US-Amerikaner auch zweimal am Boden hatte. Er wurde damit auch Linearer Weltmeister und der erst fünfte Boxer nach Bernard Hopkins, Jermain Taylor, Terence Crawford und Oleksandr Ussyk, der alle vier Titel („four-belt era“) einer Gewichtsklasse gleichzeitig halten konnte. Der letzte britische Undisputed Champion war Ken Buchanan, der 1971 die Titel der WBA und WBC im Leichtgewicht vereinen konnte. Die Verbände IBF und WBO gab es damals noch nicht („two-belt era“).
Am 26. Februar 2022 boxte er in Glasgow gegen seinen ungeschlagenen Landsmann Jack Catterall, der von der WBO auf Platz 1 der Herausforderer geführt wurde. Taylor musste in der achten Runde zu Boden und wurde aufgrund Nachschlagens nach der elften Runde mit Punktabzug bestraft, wurde am Ende jedoch zum Sieger per geteilter Mehrheitsentscheidung erklärt (114:111, 113:112, 112:113).
Im Mai 2022 gab die WBA bekannt, Josh Taylor den WM-Titel entzogen zu haben, da dieser keine Bereitschaft signalisiert hätte, gegen den Pflichtherausforderer des Verbandes, Alberto Puello, antreten zu wollen. Im Juli 2022 gab Taylor dann auch bekannt, den WBC-Titel niedergelegt zu haben, da er auch aufgrund seiner Hochzeit nicht zu einer Titelverteidigung gegen den Pflichtherausforderer Jose Zepeda bereit sei. Im August 2022 gab er dann auch bekannt, seinen IBF-Gürtel niedergelegt zu haben, um sich auf einen möglichen Rückkampf mit Jack Catterall vorzubereiten.
Der Rückkampf mit Catterall hätte am 4. März 2023 stattfinden sollen, wurde von Taylor jedoch aufgrund einer Fußverletzung abgesagt. Aufgrund des Scheiterns dieses Zustandekommens gab der WBO-Verband bekannt, dass Taylor als Nächstes eine Pflichttitelverteidigung gegen Teófimo López zu bestreiten habe. Diesen Kampf verlor er am 10. Juni 2023 einstimmig nach Punkten und erlitt damit seine erste Niederlage als Profi.
Am 25. Mai 2024 verlor er dann auch den Rückkampf gegen Catterall einstimmig nach Punkten. Seinen nächsten Kampf bestritt er dann erst ein Jahr später im Weltergewicht, am 24. Mai 2025 in Glasgow, wobei er einstimmig gegen Ekow Essuman unterlag.

## Sonstiges
Taylor ist in Prestonpans aufgewachsen, wo er die Preston Lodge High School besuchte. Im Juni 2022 heiratete er seine Verlobte Danielle Murphy.